# Megachile luctifera
Megachile luctifera är en biart som beskrevs av Maximilian Spinola 1841. Megachile luctifera ingår i släktet tapetserarbin, och familjen buksamlarbin. Inga underarter finns listade i Catalogue of Life.